# استخرسر (ساری)
استخرسر، روستایی است از توابع بخش دودانگه شهرستان ساری در استان مازندران ایران.
نزدیکترین روستاها به استخرسر تلاوک در جنوب، دامادکلا در شمال و کتریم در غرب می‌باشد.

## جمعیت
این روستا در دهستان فریم قرار داشته و براساس آخرین سرشماری مرکز آمار ایران که در سال ۱۳۸۵ صورت گرفته، جمعیت آن ۷۶نفر (۱۸خانوار) بوده‌است.